# 속초 신흥사 칠성도
속초 신흥사 칠성도(束草 新興寺 七星圖)는 대한민국 강원특별자치도 속초시 설악동, 신흥사에 있는 대한제국시대의 불화이다. 2011년 8월 12일 강원특별자치도의 유형문화재 제151호로 지정되었다.

## 개요
이 칠성도는 보존상태가 양호할 뿐만 아니라 화기(畵記)를 통하여 조성연대(1901년), 제작자, 신흥사 봉안 경위 등을 명확히 알 수 있는 등 강원도 지역에서는 희소성 있는 칠성도라는 점에서 가치가 있다.

## 같이 보기
- 신흥사

## 참고 자료
- 속초 신흥사 칠성도 - 국가유산청 국가유산포털